# 感官游戏
《感官游戏》（英語：eXistenZ）是一部1999年科幻惊悚电影，由加拿大导演大卫·柯能堡（David Cronenberg）编剧、导演，珍妮佛·傑森·李主演，讲述了一个关于虚拟世界冒险的故事。
大卫·柯能堡凭借该作品获得第49届柏林影展特别艺术成就银熊奖。